# Джой Филдинг
Джой Теперман Филдинг (на английски: Joy Fielding) е канадска писателка, авторка на бестселъри в жанровете трилър, хорър и любовен роман.

## Биография и творчество
Родена е на 18 март 1945 г. в Торонто, Онтарио, Канада в семейството на Лео Х. и Ан Теперман. Когато е на 8 години, изпраща първия си разказ (Джак и Джил) в местно списание, а на 12 години – първия си телевизионен сценарий за момиче, което убива родителите си, но и двете истории са отхвърлени.
През 1966 г. се дипломира в университета на Торонто с бакалавърска степен по английска литература. Има кратка актьорска кариера. Мести се в Лос Анджелис и работи кратки срокове като помощник социален работник, заместващ учител и банков касиер. След 3 години се връща в Торонто и пише телевизионни реклами.
През 1972 г. излиза първият ѝ роман „The Best of Friends“. След него тя се посвещава на писателската си кариера. Първоначално пише любовни романи и паранормални хоръри, а по-късно пише основно трилъри. Сюжетите на романите ѝ се развиват главно в големите американски градове като Бостън и Чикаго. Според писателката техният пейзаж е най-подходящ за темите за градското отчуждение и загубата на идентичност.
Част от произведенията на писателката са екранизирани в телевизионни филми.
На 11 януари 1974 г. се омъжва за Уорън Филдинг, адвокат. Имат 2 дъщери – Шанън и Ан. Живее със семейството си в Торонто, Канада, и Палм Бийч, САЩ. Тя е запален голфър.

## Произведения

### Самостоятелни романи
- The Best of Friends (1972)
- The Transformation (1977)
- Trance (1977)
- Целуни мама за сбогом, Kiss Mommy Goodbye (1981)
- Другата жена, The Other Woman (1983)
- Life Penalty (1984)
- The Deep End (1986)
- Good Intentions (1989)
- Виж Джейн бяга…, See Jane Run (1991)
- Не споделяй тайни с мен, Tell Me No Secrets (1993)
- Don't Cry Now (1995)
- Липсващи парчета, Missing Pieces (1997)
- За първи път, The First Time (2000)
- Гранд авеню, Grand Avenue (2001)
- Шепот и лъжи, Whispers and Lies (2002)
- Изгубена, Lost (2003)
- Кукла на конци, Puppet (2004)
- Пътят „Лудата река“, Mad River Road (2006)
- Сърцеразбивачки, Heartstopper (2007)
- Мрежата на Чарли, Charley's Web (2008)
- Натюрморт, Still Life (2009)
- Бар „Дивата зона“, The Wild Zone (2010)
- Вече я виждаш, Now You See Her (2011)
- Shadow Creek (2012)
- Someone Is Watching (2015)
- She's Not There (2016)

### Новели
- Home Invasion (2011)

### Разкази
- Mother's Day (1998)

### Филмография
- 1965 Winter Kept Us Warm – ТВ филм, в ролята на Ан Кейд
- 1968 Gunsmoke – ТВ сериал, в ролята на Бев
- 1995 See Jane Run
- 1996 Golden Will: The Silken Laumann Story – сценарист
- 1997 Tell Me No Secrets
- 1997 Joy Fieldings Mörderischer Sommer
- 1997 Lebenslang ist nicht genug
- 2007 Don't Cry Now
- 2008 The Other Woman – по романа, продуцент